# S/2006 S 19
S/2006 S 19 — природний супутник Сатурна. Відкритий 16 травня 2023 року Скоттом Шеппардом, Девідом Джуїттом, Бреттом Гледменом, Дженом Кліна та Едвардом Ештоном зі спостережень, зроблених між 5 січня 2006 року та 9 липня 2021 року.
Діаметр S/2006 S 19 – близько 4 км, велика піввісь – 23 801 100 км, орбітальний період – 1389,33 земної доби. Обертається навколо Сатурна зі зворотним орбітальним рухом під нахилом 175,5° до площини екліптики, ексцентриситет орбіти – 0,575. S/2006 S 19 належить до скандинавської групи і лідирує серед найвіддаленіших супутників Сатурна завдяки високому ексцентриситету.